# Helicopsyche lutea
Helicopsyche lutea är en nattsländeart som först beskrevs av Hagen 1861.  Helicopsyche lutea ingår i släktet Helicopsyche och familjen Helicopsychidae. Inga underarter finns listade i Catalogue of Life.